# Инвариант Колен де Вердьера
Инвариант Колен де Вердьера — характеристика графа {\displaystyle \mu (G)}, определённая для любого графа G, введённая Ивом Колен де Вердьером в 1990 году в процессе исследования кратности второго собственного значения некоторых операторов Шрёдингера.

## Определение
Пусть {\displaystyle G=(V,E)} — простой (не содержащий петель и кратных рёбер) ациклический граф. Без потери общности поименуем множество вершин следующим образом: {\displaystyle V=\{1,\dots ,n\}}. Тогда {\displaystyle \mu (G)} — наибольший коранг любой такой матрицы {\displaystyle M=(M_{i,j})\in \mathbb {R} ^{(n)}}, что:
- (M1) для любых {\displaystyle i,j}, где {\displaystyle i\neq j}: {\displaystyle M_{i,j}<0}, если i и j смежны, и {\displaystyle M_{i,j}=0} , в противном случае
- (M2) M имеет ровно одно собственное значение кратности 1;
- (M3) не существует такой ненулевой матрицы {\displaystyle X=(X_{i,j})\in \mathbb {R} ^{(n)}}, что {\displaystyle MX=0}, и что {\displaystyle X_{i,j}=0} всякий раз, когда {\displaystyle i=j} или {\displaystyle M_{i,j}\neq 0}.[2][1]

## Классификация известных групп графов
С точки зрения инварианта Колен де Вердьера, некоторые хорошо известные семейства графов обладают характерными особенностями:
- {\displaystyle \mu (K_{1})=0},  {\displaystyle \mu (K_{n})=n-1},  {\displaystyle \mu ({\overline {K_{n}}})=1} при {\displaystyle n>1};[1][2]
- μ ≤ 1 тогда и только тогда, когда G является линейным лесом (лесом, в котором каждый компонент является путём, то есть инцидентность любой вершины не больше 2);[1][3]
- μ ≤ 2 тогда и только тогда, когда G является внешнепланарным графом (все вершины лежат на одной грани);[1][2]
- μ ≤ 3 тогда и только тогда, когда G является планарным графом;[1][2]
- μ ≤ 4 тогда и только тогда, когда G является бессвязно встраиваемым, то есть не существует двух циклов в G, для которых при отображении на евклидово пространство (коэффициент зацепления) равен нулю.[1][4]

Эти же группы графов проявляют свои отличительные черты и при анализе связи между инвариантом графа и дополнением этого графа:
- Если дополнение графа с n вершинами является линейным лесом, то μ ≥ n − 3;[1][5]
- Если дополнение графа с n вершинами является внешнепланарным графом, тоμ ≥ n − 4;[1][5]
- Если дополнение графа с n вершинами является планарным графом, то μ ≥ n − 5.[1][5]

## Миноры графов
Минором графа G называют граф H, полученный из G последовательным удалением вершин, удалением рёбер и сжатием рёбер. Инвариант Колена де Вердьера монотонен относительно операции взятия минора в том смысле, что минорирование графа не может увеличить его инвариант:
Если H является минором G, то {\displaystyle \mu (H)\leq \mu (G)}.
По теореме Робертсона — Сеймура, для любого k существует H, конечное множество графов такое, что для любого графа с инвариантом не более k графы из H не могут быть минорами. В работе (Colin de Verdière 1990) перечисляются множества таких недопустимых миноров для k ≤ 3; для k = 4 множество недопустимых миноров состоит из семи графов Petersen family по определению бессвязно встраиваемого графа как графа с μ ≤ 4 и без графов Петерсена в качестве миноров.

## Связь схроматическим числом
(Colin de Verdière 1990) предположил, что любой граф с инвариантом де Вердьера μ может быть раскрашен с использованием не более чем μ + 1 цветов. Например, у линейных лесов (компоненты которых являются двудольными графами) инвариант равняется 1; у внешнепланарных графов инвариант равняется 2, и они могут быть раскрашены тремя цветами; у планарных графов инвариант — 3, и они могут быть раскрашены четырьмя цветами.
Для графов с инвариантом де Вердьера не более четырёх предположение истинно; они все являются бессвязно встраиваемыми, и тот факт, что они раскрашиваются пятью цветами, является следствием доказательства гипотезы Хадвигера для графов без миноров типа K6 в работе (Robertson, Seymour & Thomas 1993).

## Другие свойства
Если число пересечений графа равно k, то инвариант де Вердьера для него будет не более k + 3. Например, графы Куратовского K5 и K3,3 могут быть изображены с одним пересечением, и инвариант для них будет не более четырёх.